# Nguyễn Phúc Đoan Cẩn
Nguyễn Phúc Đoan Cẩn (chữ Hán: 阮福端嫤; 1838 – 1913), phong hiệu Mậu Lâm Công chúa (茂林公主), là một công chúa con vua Thiệu Trị nhà Nguyễn trong lịch sử Việt Nam.

## Tiểu sử
Công chúa Đoan Cẩn sinh năm Mậu Tuất (1838), là con gái thứ 17 của vua Thiệu Trị, mẹ là Tài nhân Nguyễn Duy Thị Kinh. Công chúa là em cùng mẹ với hoàng nữ Phương Nghiên (1830 – 1832).
Nguyễn Phúc tộc thế phả và Đại Nam liệt truyện đều không ghi chép gì về hành trạng của công chúa Đoan Cẩn. Dựa theo gia phả họ Nguyễn Khoa, họ chồng của công chúa, bà Đoan Cẩn sinh năm Mậu Tuất (1838).
Công chúa Đoan Cẩn lấy chồng là Phò mã Đô úy Nguyễn Khoa Kiểm (1826 – 1885). Dựa trên việc công chúa thứ 15 và 18 của vua Thiệu Trị là Lệ Nhàn và Đôn Trinh hạ giá lấy chồng vào năm Tự Đức thứ 6 (1853), thì bà Đoan Cẩn rất có thể thành hôn vào năm này cùng với các chị em.
Năm Tự Đức thứ 21 (1868), tháng 5 (âm lịch), Tuy Hòa Quận công Hồng Truyền cùng với em rể là phò mã Kiểm tụ họp đánh bài bạc, vua cho giáng phạt cả hai người. Quận công Hồng Truyền được gia ơn, cho phạt lương 2 năm, còn phò mã Kiểm bị giáng 2 cấp nhưng cho ở lại với công chúa Đoan Cẩn, không được dịp ân xá mà cho khai phục tước vị.
Năm Tự Đức thứ 22 (1869), phần nhiều các Thái trưởng công chúa (cô của vua) và Trưởng công chúa (chị em của vua) đều được ban phong hiệu, nên có thể đoán bà Đoan Cẩn được sách phong làm Mậu Lâm Công chúa (茂林公主) vào năm này.
Một người con trai của công chúa Đoan Cẩn là Nguyễn Khoa Thi (1855 – 1912), làm quan đến chức Cẩm y Hiệu úy.
Công chúa Đoan Cẩn mất năm Quý Sửu (1913), thọ 75 tuổi. Dựa theo những dòng chữ trên bia mộ, công chúa Đoan Cẩn được ban tên thụy là Mỹ Thục (美淑).